# Maruschka Detmers

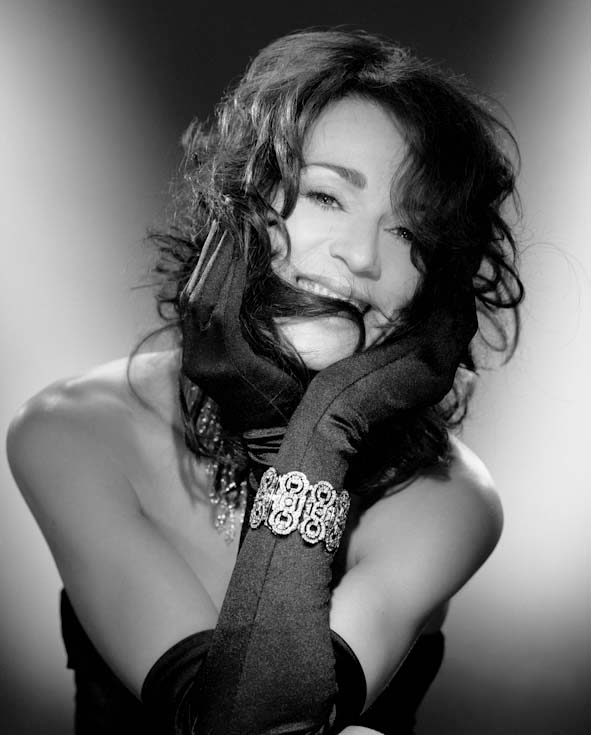
Detmers als Werbemodell (2005)

Maruschka Detmers (anhörenⓘ; * 16. Dezember 1962 in Schoonebeek) ist eine niederländische Schauspielerin.

## Leben
Die Tochter eines Tierarztes und einer Lehrerin zog mit 18 Jahren nach Paris. Sie arbeitete dort als Au-Pair-Mädchen und nahm Schauspielunterricht. In Paris wurde sie von Jean-Luc Godard entdeckt, er besetzte mit ihr die weibliche Hauptrolle in seinem Film Vorname Carmen.
Den deutschen Fernsehzuschauern wurde sie durch ihre Rolle als Silvie Lauretz in dem Dreiteiler Via Mala bekannt. 1986 trat sie in dem Drama Teufel im Leib auf, in dem sie mit ihrem Filmpartner eine nicht simulierte Fellatio-Szene spielte, was dem Film größere Aufmerksamkeit brachte.
Maruschka Detmers war mit dem französischen Schauspieler Thierry Fortineau verheiratet. Aus dieser Beziehung stammt eine Tochter, die 1991 geborene Schauspielerin Jade Fortineau.

## Filmografie (Auswahl)
- 1983: Vorname Carmen (Prénom Carmen)
- 1983: Tödliche Spur (Le faucon)
- 1984: Die Piratin
- 1984: La Vengeance du serpent à plumes
- 1985: Via Mala (Fernsehfilm)
- 1986: Teufel im Leib (Il Diavolo in corpo)
- 1988: Ya bon les blancs
- 1988: Hanna’s War
- 1989: Deux
- 1989: Sommerkomödie (Comédie d’été)
- 1991: Höllenglut (Le brasier)
- 1992: Mambo Kings (The Mambo Kings)
- 1993: Armen and Bullik
- 1994: Ein mörderisches Abenteuer (Elles n’oublient jamais)
- 1995: The Shooter – Ein Leben für den Tod (The Shooter / Hidden Assassin)
- 1996: Stille Wasser sind tief (Méfie-toi de l’eau qui dort)
- 1997: Leben wie Gott in Frankreich (Comme des rois)
- 1998: Clarissa – Tränen der Zärtlichkeit (Clarissa)
- 1998: The Last Secret (Rewind)
- 1998: Sommergewitter
- 1999: St. Pauli Nacht
- 2000: Pour l’amour du ciel
- 2001: Zugvögel der Liebe (Fernsehfilm)
- 2001: Te quiero
- 2002: Mère, fille: mode d’emploi (Fernsehfilm)
- 2003: Mata Hari – Die wahre Geschichte (Mata Hari, la vraie histoire, Fernsehfilm)
- 2003: Capitaine Lawrence (Fernsehfilm)
- 2003: Jean Moulin, une affaire française (Fernsehfilm)
- 2004: Mon fils cet inconnu (Fernsehfilm)
- 2004: Old Goriot (Le père Goriot, Fernsehfilm)
- 2005: Das Geheimnis eines Kindes (Disparition)
- 2008: Robert Zimmermann wundert sich über die Liebe
- 2010: Männer lügen nicht! (Fernsehfilm)
- 2010: Les frileux (Fernsehfilm)
- 2012: R.I.S. Police scientifique (Fernsehserie, 2 Folgen)
- 2012: Kommissar Caïn (Caïn, Fernsehserie, Folge 1x06 Dans la peau)
- 2012: Agatha Christie: Mörderische Spiele (Les Petits Meurtres d’Agatha Christie, Fernsehserie, Folge 1x11 Le couteau sur la nuque)
- 2013: La source (Fernsehserie, 6 Folgen)
- 2015: Ventoux
- 2016: L’île aux femmes (Fernsehfilm)
- 2016: Marseille (Fernsehserie, 7 Folgen)

## Auszeichnungen
- 1985: Bambi-Fernsehpreis in der Kategorie Nachwuchs für Via Mala
- 1985: Nominierung für den Filmpreis César als beste Nebendarstellerin (Die Piratin)
- 2002: Luchon International Film Festival: Preis als beste Darstellerin für Mère, fille: mode d’emploi